# Oliver Townend
Pour les articles homonymes, voir Townend.
Oliver Townend, né en 1982, est un cavalier de concours complet britannique concourant au niveau international. Il a notamment remporté l'or par équipe aux Championnats d'Europe 2007, 2009 et 2017, ainsi que les concours de Badminton, de Burghley et le Kentucky Three Day Event. Il a représenté la Grande-Bretagne aux Jeux équestres mondiaux en 2006 et 2014,. Il a remporté le Event Rider Masters en 2016  et a été numéro un mondial deux fois, en 2009 et à nouveau en 2018, ainsi que numéro un britannique sept fois depuis 2009 . 

## Biographie
Oliver Townend a débuté l'équitation à l'âge de 7 ans et a remporté à l'âge de 11 ans l'épreuve de saut d'obstacles junior au concours du cheval de l'année avec Cool Mule  et a participé aux Championnats d'Europe poney en concours complet à 13 ans. Il a quitté l'école à 16 ans pour poursuivre son activité de cavalier et vendre des chevaux. Il attribue son amour des chevaux à ses parents . Son père était également cavalier de concours complet et sa mère montait en épreuves d'amazones.
En 2010, son cheval est tombé sur lui alors qu'il participait au Rolex Kentucky Three Day à Lexington, Kentucky. Il s'est cassé la clavicule, les os de l'épaule, le sternum et quatre côtes, mais a mis au crédit de son gilet gonflable d'avoir pu quitter l'hôpital après seulement une journée, affirmant que sans le gilet, il serait « dans une boîte ou en Amérique pendant un mois ». 
Il est installé près d'Ellesmere dans le Shropshire. Il a participé à 14 reprises à Badminton (qu'il a gagné en 2009). Il a remporté deux fois Burghley, dont le concours de 2017.

## Résultats en CCI 5 *
| 2005                                         |                                              | 12e (Topping)                                 |                                                                  |                                                                       |                                             |  |
| 2006                                         |                                              | (Flint Curtis) · 31e (Topping)                |                                                                  | EL (Topping)                                                          |                                             |  |
| 2007                                         |                                              | EL (Tom Cruise II) WD (Flint Curtis)          |                                                                  | RET (Saxon Cross) RET (Waterbeck Basil)                               |                                             |  |
| 2008                                         |                                              | 12e (Coup de Cœur)                            |                                                                  | RET (Flint Curtis)                                                    | RET (Clover Curtis) EL (Divine Inspiration) |  |
| 2009                                         | 8e (Carousel Quest)                          | (Flint Curtis)                                | 15e (Sportsfield Sandyman) 17e (Golden Hue) WD (Jackson D'Allez) | (Carousel Quest)                                                      | 8e (Carousel Quest)                         |  |
| 2010                                         | EL (Ashdale Cruise Master) WD (Master Boy)   |                                               | 5e (Ashdale Cruise Master) EL (Carousel Quest)                   | 4e (Carousel Quest)                                                   | 13e (Master Boy)                            |  |
| 2011                                         | 6e (ODT Sonas Rovatio)                       | EL (Ashdale Cruise Master)                    | 7e (Master Boy)                                                  | RET (Imperial Master) EL (Neo du Breuil)                              |                                             |  |
| 2012                                         | RET (Pepper Anne)                            |                                               | 7e (ODT Sonas Rovatio) 8e (Armada)                               | 4e (Armada) RET (ODT Sonas Rovatio)                                   | EL (ODT Sonas Rovatio)                      |  |
| 2013                                         |                                              | 34e (Armada)                                  |                                                                  | WD (Armada)                                                           |                                             |  |
| 2014                                         |                                              | (Armada)                                      | 4e (Black Tie)                                                   | 8e (Armada)                                                           |                                             |  |
| 2015                                         |                                              | 11e (Armada)                                  |                                                                  | 11e (Dromgurrihy Blue) 23e (Armada) 32e (Samuel Thomas II)            |                                             |  |
| 2016                                         |                                              | 25e (Armada) RET (Black Tie)                  | RET (Dromgurrihy Blue) WD (Black Tie)                            | 7e (Samuel Thomas II) 23e (Dromgurrihy Blue) RET (MHS King Joules)    |                                             |  |
| 2017                                         |                                              | 16e (ODT Ghareeb) 25e (Samuel Thomas II)      | 18e (Black Tie)                                                  | (Ballaghmor Class) · 12e (Samuel Thomas II)                           |                                             |  |
| 2018                                         | (Cooley Master Class) · 7e (MHS King Joules) | (Willingapark Cooley) · 5e (Ballaghmor Class) |                                                                  | (Ballaghmor Class) · 12e (Willingapark Cooley) · WD (MHS King Joules) | EL (Cillnabradden Evo)                      |  |
| 2019                                         | (Cooley Master Class)                        | (Ballaghmor Class) · 6e (Cillnabradden Evo)   |                                                                  |                                                                       |                                             |  |
| EL = Eliminated; RET = Abandon; WD = Retrait |                                              |                                               |                                                                  |                                                                       |                                             |  |

## Résultats en championnat international
| 2005                                      | Championnats d'Europe                   | Garniture           | 43e | Individuel |
| 2006                                      | Jeux équestres mondiaux                 | Flint Curtis        | 11e | Individuel |
| 2007                                      | Championnats du monde de jeunes chevaux | Maître garçon       | 21e | CCI **     |
| 2007                                      | Championnats d'Europe                   | Flint Curtis        |     | Équipe     |
| 2007                                      | Championnats d'Europe                   | Flint Curtis        | 12e | Individuel |
| 2009                                      | Concours Complet Coupe du Monde         | Flint Curtis        | EL  |            |
| 2009                                      | Championnats d'Europe                   | Flint Curtis        | 1er | Équipe     |
| 2009                                      | Championnats d'Europe                   | Flint Curtis        | EL  | Individuel |
| 2014                                      | Championnats du monde de jeunes chevaux | Willingapark Cooley | 9e  | CCI **     |
| 2014                                      | Jeux équestres mondiaux                 | Cravate noire       | RET | Individuel |
| 2015                                      | Championnats du monde de jeunes chevaux | SRS Chill-Out       | 18e | CCI *      |
| 2015                                      | Championnats du monde de jeunes chevaux | Ridire Dorcha       | WD  | CCI **     |
| 2015                                      | Championnats d'Europe                   | Fenyas Elegance     | 17e | Individuel |
| 2017                                      | Championnats d'Europe                   | Willingapark Cooley | 1er | Équipe     |
| 2017                                      | Championnats d'Europe                   | Willingapark Cooley | WD  | Individuel |
| EL = éliminé; RET = abandon; WD = retrait |                                         |                     |     |            |